# Bill Deal and The Rhondels
Bill Deal & the Rhondels foi uma banda formada em 1965 em Virginia Beach, cruzando o blue-eyed soul, "Beach music" e "Horn rock". Eles tiveram três sucessos nas paradas em 1969, I've Been Hurt (U.S. #35), What Kind Of Fool Do You Think I Am (U.S. #23) & May I (U.S. #39).

## Membros
- Bill Deal (8 de julho de 1944 - 10 de Dezembro de 2003) - vocal, teclados
- Bob Fisher - saxofone
- Gary Hardy - trompete
- Mike Kerwin - guitarra
- Jeff Pollard - trompete
- Ronny Rosenbaum - trombone
- Ken Dawson - trompete
- Don Quisenberry - baixo
- Tom Pittman - saxofone
- Ammon Tharp - Vocal, bateria
- Tom Cole - bateria(1980-1983)
- Rollie Ligart - trompete